# غلين ماكسويل
غلين ماكسويل (14 أكتوبر 1988 في أستراليا - ) (بالإنجليزية: Glenn Maxwell) هو لاعب كريكت أسترالي. شارك مع منتخب أستراليا الوطني للكريكت. أما مع فريق رياضي، فقد لعب مع فريق فكتوريا للكريكت ومومباي إنديانز ونادي مقاطعة سري للكريكت ‏ ونادي مقاطعة هامبشاير للكريكت ‏ وبنجاب كينغز وMelbourne Renegades ‏ وميلبورن ستارز ‏ ودلهي كابيتالز.

## وصلات خارجية
- غلين ماكسويل على موقع إي آس بي آن كريك إنفو (الإنجليزية)